# Diploglossus
Diploglossus es un género de lagartos de la familia Diploglossidae. Se distribuyen desde México hasta América del Sur y en las Antillas.

## Especies
Listadas alfabéticamente:
- Diploglossus atitlanensis (Smith, 1950)
- Diploglossus bilobatus (O'Shaughnessy, 1874)
- Diploglossus delasagra (Cocteau, 1838)
- Diploglossus fasciatus (Gray, 1831)
- Diploglossus garridoi Thomas & Hedges, 1998
- Diploglossus ingridae Werler & Campbell, 2004
- Diploglossus legnotus Campbell & Camarillo, 1994
- Diploglossus lessonae Peracca, 1890
- Diploglossus microcephalus (Hallowell, 1856)
- Diploglossus microlepis (Gray, 1831)
- Diploglossus millepunctatus O'Shaughnessy, 1874
- Diploglossus monotropis (Kuhl, 1820)
- Diploglossus montisilvestris Myers, 1973
- Diploglossus montisserrati Underwood, 1964
- Diploglossus nigropunctatus Barbour & Shreve, 1937
- Diploglossus owenii Duméril & Bibron, 1839
- Diploglossus pleii Duméril & Bibron, 1839